# Піщатинська сільська рада
Піща́тинська сільська́ ра́да — адміністративно-територіальна одиниця та орган місцевого самоврядування в Шумському районі Тернопільської області. Адміністративний центр — село Піщатинці.

## Загальні відомості
Піщатинська сільська рада утворена 27 травня 1986 року.
- Територія ради: 21,377 км²
- Населення ради: 627 осіб (станом на 2001 рік)

## Населені пункти
Сільській раді підпорядковані населені пункти:
- с. Піщатинці

## Склад ради
Рада складається з 12 депутатів та голови.
- Голова ради: Терлецька Антоніна Петрівна
- Секретар ради: Войцишина Мирослава Семенівна

### Керівний склад попередніх скликань
| Прізвище, ім'я, по батькові | Основні відомості                                                 | Дата обрання | Дата звільнення |
| --------------------------- | ----------------------------------------------------------------- | ------------ | --------------- |
| Терлецька Антоніна Петрівна | Сільський голова, 1949 року народження, освіта вища, позапартійна | 26.03.2006   | 31.10.2010      |
| Терлецька Антоніна Петрівна | Сільський голова, 1949 року народження, освіта вища, позапартійна | 31.10.2010   |                 |

Примітка: таблиця складена за даними сайту Верховної Ради України

### Депутати
За результатами місцевих виборів 2010 року депутатами ради стали:

#### За суб'єктами висування
| Суб'єкт висування | Кількість обраних депутатів | %   |
| ----------------- | --------------------------- | --- |
| Самовисування     | 12                          | 100 |

#### За округами
| № округу | Прізвище, ім'я, по батькові    | Дата визнання обраним | Освіта             | Партійна приналежність | Відомості про обраного депутата                     |
| -------- | ------------------------------ | --------------------- | ------------------ | ---------------------- | --------------------------------------------------- |
| 1        | Бабич Сергій Олексійович       | 05.11.2010            | середня            | позапартійний          | тимчасово не працює                                 |
| 2        | Войцишина Мирослава Семенівна  | 05.11.2010            | вища               | позапартійна           | Піщатинська сільська рада, секретар                 |
| 3        | Гушпет Ірина Василівнаї        | 05.11.2010            | вища               | позапартійна           | Піщатинська загальноосвітня школа І-ІІ ст., вчитель |
| 4        | Клим'юк Ніна Михайлівна        | 05.11.2010            | вища               | позапартійна           | Піщатинська загальноосвітня школа І-ІІ ст., вчитель |
| 5        | Ковальчук Тарас Михайлович     | 05.11.2010            | вища               | позапартійний          | ТЗОВ «Агролен»                                      |
| 6        | Лахманюк Микола Маркович       | 05.11.2010            | середня            | позапартійний          | тимчасово не працює                                 |
| 7        | Мукомела Валерій Володимирович | 05.11.2010            | вища               | позапартійний          | Шумський територіальний центр, соціальний робітник  |
| 8        | Панчук Микола Васильович       | 05.11.2010            | середня спеціальна | позапартійний          | Шумський територіальний центр, соціальний робітник  |
| 9        | Процюк Степан Васильович       | 05.11.2010            | середня            | позапартійний          | тимчасово не працює                                 |
| 10       | Франчук Віктор Трохимович      | 05.11.2010            | середня            | позапартійний          | приватний підприємець                               |
| 11       | Шаган Володимир Ілліч          | 05.11.2010            | середня            | позапартійний          | тимчасово не працює                                 |
| 12       | Яськевич Юрій Олександрович    | 05.11.2010            | вища               | позапартійний          | приватний підприємець                               |